# Papa Razzi
Papa Razzi is het tweehonderdachtenveertigste stripverhaal uit de reeks van Suske en Wiske. Het is gemaakt door Marc Verhaegen.
Het is gepubliceerd in TV Expres van maart 1999 tot en met februari 2000. De eerste albumuitgave in de Vierkleurenreeks was op 9 augustus 2000, met nummer 265.

## Locaties
- België, Parijs met de Eiffeltoren, Amsterdam met rondvaartboten, Schiphol, Antwerpen met dierentuin

## Personages
In dit verhaal komen de volgende personages voor:
- Suske, Wiske met Schanulleke, tante Sidonia, Lambik, Claudia Slipper[1], Yves Yvette[2] (manager van Claudia), Papa Razzi[3] (hoofdredacteur van het tijdschrift/roddelblad “Dag Niemand”), agenten, ambulancebroeders, modellen, publiek modeshow, Philippe en zijn vriendin, pers, fotografen, bewaker, Jerry Jumper

## Het verhaal
Tante Sidonia is een halve kilo aangekomen. Lambik neemt haar mee naar een modeshow van Dries van Beerendonk, waar hij wordt aangezien voor Kid Koko en door een groep dames achtervolgd. Claudia Slipper doet mee aan de modeshow. Ze wordt geraakt door een projectiel met verf en glijdt uit. Er worden veel foto’s gemaakt van het gevallen model met haar gebroken enkel. Lambik merkt intussen niet dat er een wapen in zijn jaszak wordt verstopt. Claudia wordt afgevoerd met een ambulance en agenten arresteren Lambik als hij het wapen toont. Suske, Wiske en tante Sidonia gaan naar het politiebureau en agenten ondervragen Claudia in het ziekenhuis. Lambik wordt met excuses vrijgelaten. 
De vrienden gaan naar het ziekenhuis en Claudia vraagt tante Sidonia haar plaats in te nemen bij een modeshow, ze krijgt twee weken om zich klaar te stomen voor de grote dag. Bij Sidonia gaat ziet Lambik een groep persmedewerkers in de tuin bivakkeren. Suske en Wiske treden op als bodyguards, maar ze kunnen niet voorkomen dat er veel foto’s van  Sidonia worden gemaakt. Lambik jaagt de pers weg en de vrienden vertrekken naar Parijs. Tante Sidonia is al snel populair in Parijs en geniet met haar vrienden van de luxe in het hotel, de volgende dag vliegen de vrienden naar Amsterdam. Op Schiphol worden ook veel foto’s van tante Sidonia gemaakt, maar een mysterieuze man strooit knikkers waardoor de vrienden uitglijden. De vrienden achtervolgen de gemaskerde man, maar raken hem kwijt. Tijdens de modeshow krijgt tante Sidonia een blik verf over zich heen en er worden veel foto’s van het incident gemaakt. Tante Sidonia weigert het modellenvak op te geven en Lambik gaat boos de stad in en wordt door Papa Razzi gevraagd om foto’s van tante Sidonia te maken. Er worden foto’s van tante Sidonia gemaakt en Suske en Wiske achtervolgen de fotograaf, maar raken hem kwijt bij de rondvaartboten. Als er roomservice bij de hotelkamer komt, maakt ook deze man stiekem foto’s van tante Sidonia en ook hij weet te ontkomen.
Sidonia heeft genoeg van de overlast. ze wil stoppen als model, maar Yves laat dan de contracten zien en wijst Sidonia erop dat ze hier niet onderuit kan komen. De vrienden lezen dat Yves een miljoenenverzekering heeft afgesloten en nu wordt de man zelf verdacht van de aanslagen. De volgende dag zijn er veel foto’s van tante Sidonia afgedrukt in het blad “Dag Niemand” en tante Sidonia valt flauw, de kinderen volgen Yves ’s nachts naar een prachtig kasteel. In het kasteel is een casino en de kinderen zien hoe Yves veel geld verliest aan de roulettetafel en horen dat hij al veel schulden heeft gemaakt in het verleden. Yves neemt tante Sidonia mee naar Antwerpen, maar de auto wordt achtervolgd door de Harley Davidson. Een voorbijrazende auto strooit kraaienpoten voor de auto en de vrienden botsen tegen een pijler van een brug. Lambik neemt zijn vermomming af en helpt zijn vrienden uit het wrak, tante Sidonia komt in de talkshow van Jerry Jumper om te praten over haar succes. Ze vertelt dat een goede vriend stiekem misbruik maakte van haar succes en foto’s verkocht aan een sensatieblad, Lambik komt de studio binnen en vertrapt zijn fototoestel. Tante Sidonia en Lambik sluiten weer vriendschap, maar Lambik wordt in een auto getrokken zodra ze de studio verlaten. Pappa Razzi herinnert Lambik aan het contract, maar Lambik kan ontkomen in het bos. Yves heeft een benefietoptreden georganiseerd en dan verschijnt Ronny The King en biedt aan het concert te verzorgen. Het concert verloopt goed, maar dan wordt tante Sidonia gegrepen door een grote aap en er worden veel foto’s gemaakt. Lambik raakt zijn vermomming kwijt en moet vluchten voor de handlangers van Pappa Razzi. Lambik kan de aap verslaan en dit blijkt Pappa Razzi te zijn, hij wilde de oplagecijfers van zijn blad opkrikken en zette alles in scène. Pappa Razzi wordt gearresteerd en Claudia verschijnt samen met Yves, ze is hersteld van haar val en bedankt tante Sidonia voor haar hulp. Tante Sidonia is blij weer gewoon thuis te zijn met Suske en Wiske, als Lambik langskomt met een fotoalbum wordt hij met het boek weggestuurd.

## Achtergronden
- Op het titelblad staat weer vermeld 'scenario en tekeningen: Paul Geerts', hoewel Marc Verhaegen voor dit verhaal het scenario en de tekeningen verzorgde. Ten tijde van het verschijnen van Papa Razzi was Geerts nog de officiële hoofdauteur van de Suske en Wiske-strip.

### Onjuistheden
- Op strook 131 raken Yves Yvette, Sidonia, Suske en Wiske betrokken bij een auto-ongeluk, veroorzaakt door de onbekende fotograaf. Suske herkent zijn stem en de fotograaf blijkt Lambik in vermomming te zijn. Suske heeft de fotograaf al eerder horen praten, maar toen herkende hij Lambiks stem blijkbaar niet.
- Yves Yvette heeft een snor, maar op strook 49 plaatje 2 en op strook 151 plaatje 2 is die verdwenen.
- Op strook 164 plaatje 1, mist Lambik plotseling zijn 6 kenmerkende sprietjes haar.